# Федько Надія Георгіївна
Федько Надія Георгіївна (рос. Федько Надежда Георгиевна) (нар. 1950) — російський науковець, к.е.н. Росії, доцент кафедри маркетингу і логістики Ростовського державного економічного університету (РІНГ) (станом на 2002 рік).

## Біографія
Надія Георгіївна народилась 1950 року. Закінчила Московський інститут народного господарства ім. Г. В. Плеханова (тепер Російський економічний університет імені Г. В. Плеханова) та очну аспірантуру цього інституту за кафедрою матеріально-технічного постачання.
Станом на 2002 рік — к.е.н., доцент кафедри маркетингу і логістики РДЕУ (РІНГ), заступник директора Інституту комерції і маркетингу з роботи із коледжами та ліцеями. В РДЕУ читала курси: маркетинг, основи маркетингу, вела наукову роботу — розробник Програми міжрегіонального товарообміну Ростовської області з іншими регіонами країни, опублікувала більше 60 робіт об'ємом близько 150 друкованих аркушів.

## Окремі праці
- Інфраструктура товарного ринку. Навчальний посібник. Гриф МО — Ростов-на-Дону: Видавництво «Фенікс», 1999 (у співавторстві) (рос. Инфраструктура товарного рынка. Учебное пособие. Гриф МО - Ростов-на-Дону: Издательство «Феникс», 1999 (в соавторстве))
- Основи маркетингу. Навчальний посібник (2000) (рос. Основы маркетинга. Учебное пособие (2000))
- Маркетинг. 100 екзаменаційних відповідей. Експрес-довідник (2000, 2001 — 2-е вид.) (рос. Маркетинг. 100 экзаменационных ответов. Экспресс-справочник (2000, 2001 - 2-е изд.))
- Логістика міжрегіонального товарообміну. Монографія. РДЕУ. Ростов н/Д — 2001. (у співавторстві). (рос. Логистика межрегионального товарообмена. Монография. РГЭУ. Ростов н/Д - 2001. (в соавторстве))
- Маркетинг: для технічних вузів. Навчальний посібник (2001) (рос. Маркетинг: для технических вузов. Учебное пособие (2001))
- Поведінка споживачів. Навчальний посібник. Гриф МО — Ростов-на-Дону: Видавництво «Фенікс», 2001 — (у співавторстві). (рос. Поведение потребителей. Учебное пособие. Гриф МО - Ростов-на- Дону: Издательство «Феникс», 2001 (в соавторстве))
- Основи маркетингу. Навчальний посібник (2-ге вид., 2002) (рос. Основы маркетинга. Учебное пособие (2-е изд., 2002))